# Oketo, Kansas
Oketo, Kansas (енгл. Oketo) град је у америчкој савезној држави Канзас.

## Демографија
По попису из 2010. године број становника је 66, што је 21 (-24,1%) становника мање него 2000. године.
| Група             | 2000.      | 2010.      |
| Белци             | 83 (95,4%) | 65 (98,5%) |
| Афроамериканци    | 0 (0,0%)   | 0 (0,0%)   |
| Азијати           | 0 (0,0%)   | 0 (0,0%)   |
| Хиспаноамериканци | 0 (0,0%)   | 1 (1,5%)   |
| Укупно            | 87         | 66         |